# Big Sandy (Texas)
Big Sandy ist eine Stadt im Upshur County im Bundesstaat Texas in den Vereinigten Staaten von Amerika. Das U.S. Census Bureau hat bei der Volkszählung 2020 eine Einwohnerzahl von 1.231 ermittelt.
Big Sandy ist die einzige Dry City im Upshur County, und die Einwohner versorgen sich in den angrenzenden Smith- und Wood County mit alkoholischen Getränken.

## Geographie
Die Stadt liegt im Nordosten von Texas, nördlich des Big Sandy Creek, an der Kreuzung des U.S. Highways 80 und der Texas State Route 155 sowie der Landstraße (Farm Road) 2911, in der südöstlichen Ecke des Upshur County, ist im Osten etwa 80 Kilometer von Louisiana entfernt und hat eine Gesamtfläche von 4,3 km², davon 0,1 km² Wasserfläche ist. Die Entfernung zu Dallas im Westen beträgt rund 190 Kilometer.

## Geschichte
Eine erste kleine Ansiedlung an der Stelle der heutigen Stadt wurde um 1870 gebildet. 1873 verlegte die Texas and Pacific Railway ihre Schienen in dieser Gegend und um 1880 die Tyler Tap, ebenfalls eine Eisenbahngesellschaft, ihre Schienen entlang des Big Sandy Creek. An der Kreuzung beider Eisenbahnlinien wurde eine Station eingerichtet, die Big Sandy Switch benannt wurde. Daraus entwickelte sich in den Folgejahren eine kleine Ansiedlung, woraus später die Kleinstadt Big Sandy wurde.
Das erste Postbüro und zwei Gemischtwarenläden wurden 1875 eröffnet und bis 1885 hatte die Ansiedlung bereits um die 500 Einwohner. Bis 1900 eröffneten weitere Hotels und Restaurants. Um 1915 hatte Big Sandy zwei Banken, eine wöchentlich erscheinende Zeitung und einen Markt für Baumwolle. Am 21. Juni 1926 wurde Big Sandy als Stadt eingetragen und die Bevölkerung wuchs bis 1933 auf 850 Einwohner.

## Demografische Daten
Nach der Volkszählung im Jahr 2000 lebten hier 1.288 Menschen in 532 Haushalten und 342 Familien. Die Bevölkerungsdichte betrug 303,2 Einwohner pro km2 (786,8/mi²). Ethnisch betrachtet setzt sich die Bevölkerung zusammen aus 81,75 % weißer Bevölkerung, 12,89 % Afroamerikanern, 0,39 % amerikanischen Ureinwohnern, 1,16 % Asiaten, 0,00 % Bewohnern aus dem pazifischen Inselraum und 2,95 % aus anderen ethnischen Gruppen. Etwa 0,85 % stammen von zwei oder mehr Rassen ab und 3,49 % der Bevölkerung sind Spanier oder Latein-Amerikaner.
Von den 532 Haushalten hatten 32,7 % Kinder unter 18 Jahre, die im Haushalt lebten. 47,4 % davon waren verheiratete, zusammenlebende Paare. 13,2 % waren allein erziehende Mütter und 35,7 % waren keine Familien. 34,4 % aller Haushalte waren Singlehaushalte und in 17,9 % lebten Menschen, die 65 Jahre oder älter waren. Die Durchschnittshaushaltsgröße betrug 2,42 und die durchschnittliche Größe einer Familie 3,11 Personen.
28,0 % der Bevölkerung waren unter 18 Jahre alt, 8,7 % von 18 bis 24, 26,6 % von 25 bis 44, 19,3 % von 45 bis 64, und 17,5 % die 65 Jahre oder älter waren. Das Durchschnittsalter war 36 Jahre. Auf 100 weibliche Personen aller Altersgruppen kamen 86,9 männliche Personen. Auf 100 Frauen im Alter von 18 Jahren und darüber kamen 78,5 Männer.
Das jährliche Durchschnittseinkommen eines Haushalts betrug 25.284 USD, das Durchschnittseinkommen einer Familie 34.107 USD. Männer hatten ein Durchschnittseinkommen von 26.083 USD gegenüber den Frauen mit 21.071 USD. Das Prokopfeinkommen betrug 14.989 USD. 17,8 % der Bevölkerung und 16,4 % der Familien lebten unterhalb der Armutsgrenze. Davon waren 24,9 % Kinder und Jugendliche unter 18 Jahren und 15,6 % waren 65 oder älter.

## Kriminalität
Die Kriminalitätsrate hat einen Index von 246,9 Punkte. (Vergl. US-Landesdurchschnitt: 327,2 Punkte)

2004 gab es eine Vergewaltigung, fünf tätliche Angriffe auf Personen, sechs Einbrüche, zwei Autodiebstähle sowie 30 Diebstähle.